# Thorictus puncticollis
Thorictus puncticollis is een keversoort uit de familie spektorren (Dermestidae). De wetenschappelijke naam van de soort werd in 1846 gepubliceerd door Luc.